# Sources thermales d'Aix-la-Chapelle
 (février 2022).
Si vous disposez d'ouvrages ou d'articles de référence ou si vous connaissez des sites web de qualité traitant du thème abordé ici, merci de compléter l'article en donnant les références utiles à sa vérifiabilité et en les liant à la section « Notes et références ».
Les sources thermales d'Aix-la-Chapelle (allemand : Aachener Thermalquellen) (plus de 30) comptent parmi les sources thermales les plus abondantes d'Allemagne ; elles apparaissent à la surface à deux lieux d'arrivée dans la zone urbaine d'Aix-la-Chapelle. Celui du centre-ville d'Aix-la-Chapelle est long de 500 mètres, large de 50 au maximum et se caractérise par de nombreuses résurgences, dont quatre sont encore accessibles aujourd'hui, deux d'entre elles étant exploitées.
Le lieu d'arrivée des sources de Burtscheid - un quartier actuel d'Aix-la-Chapelle - est long de 2 200 mètres et se caractérise par de nombreuses ébauches de sources qui se concentrent dans un groupe de sources inférieures et un groupe de sources supérieures. Onze sources y sont encore accessibles, dont quatre sont encore exploitées aujourd'hui. Avec une température pouvant dépasser 72 °C, elles comptent, avec les sources thermales de Karlovy Vary, parmi les sources les plus chaudes d'Europe centrale.
Les sources thermales étaient déjà utilisées à des fins thérapeutiques depuis la colonisation romaine. Elles ont constitué l'un des facteurs essentiels du développement politique et économique d'Aix-la-Chapelle, notamment en ce qui concerne les cures et les bains, l'industrie du drap et des aiguilles ainsi que la production d'eau minérale naturelle.

## Histoire du thermalisme à Aix-la-Chapelle et Burtscheid

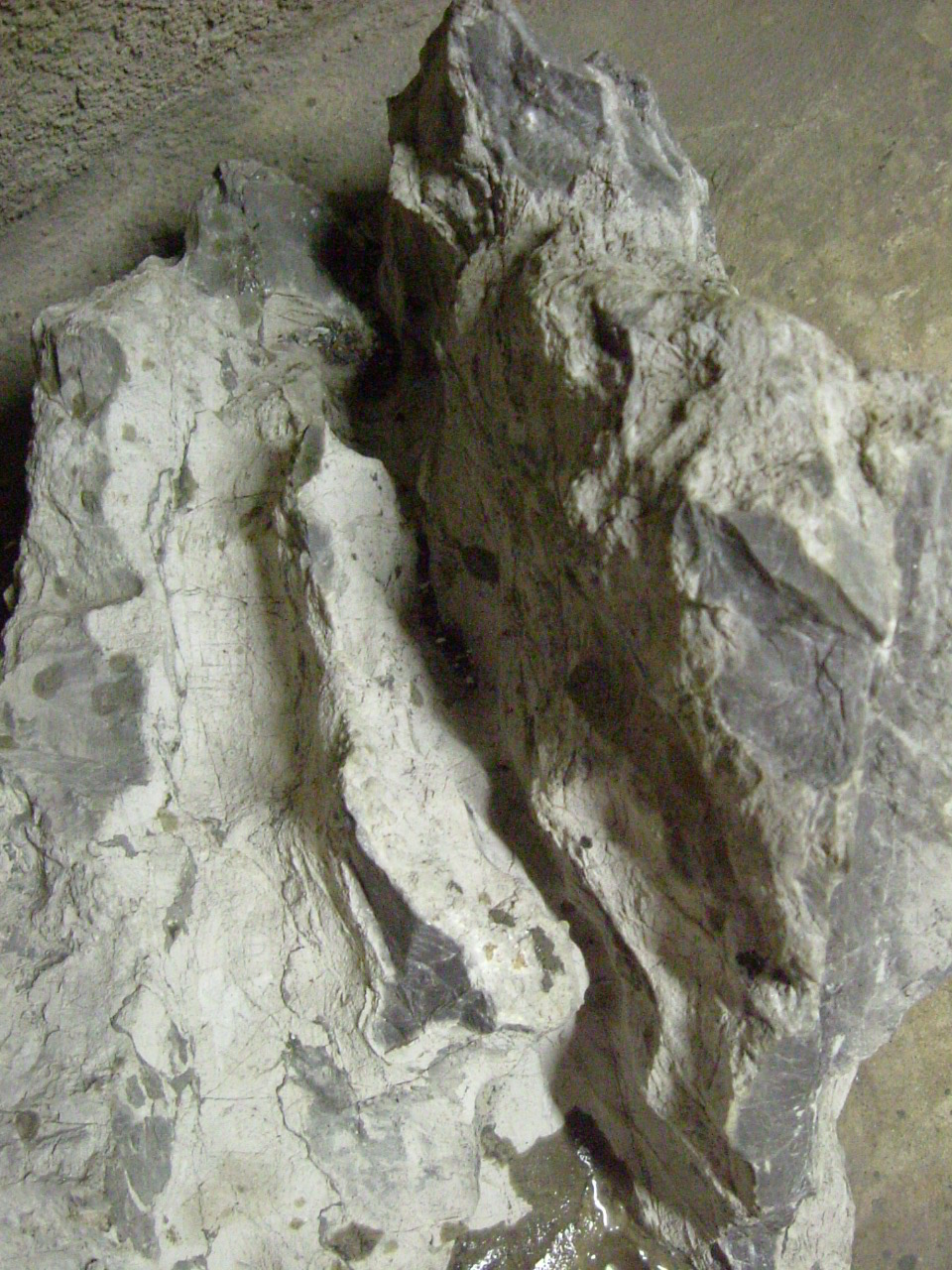
Pierre calcaire du Devonien à la source Rose
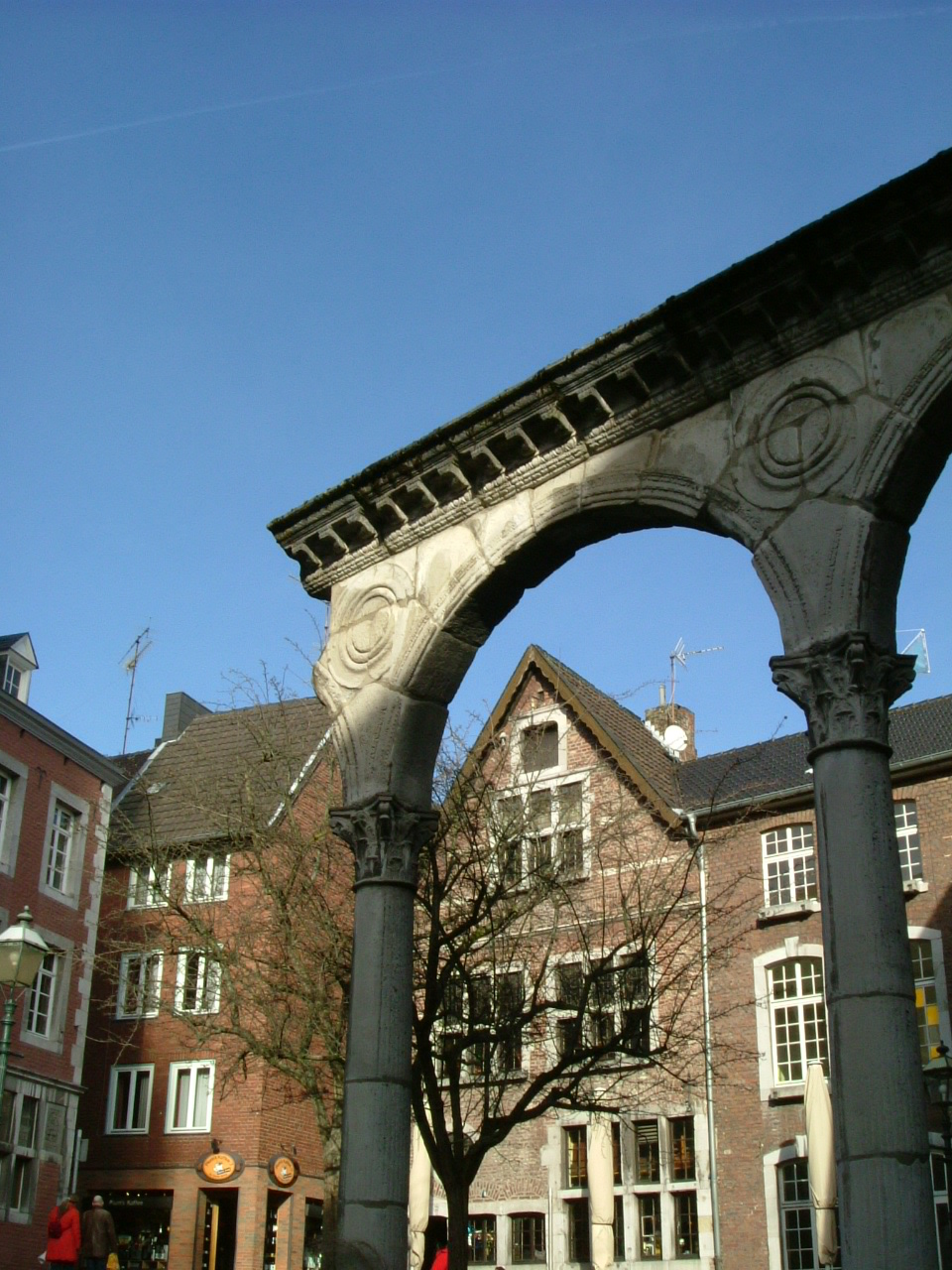
Partie d'une reconstitution d'un portique romain près des thermes de Büchel dans la cour
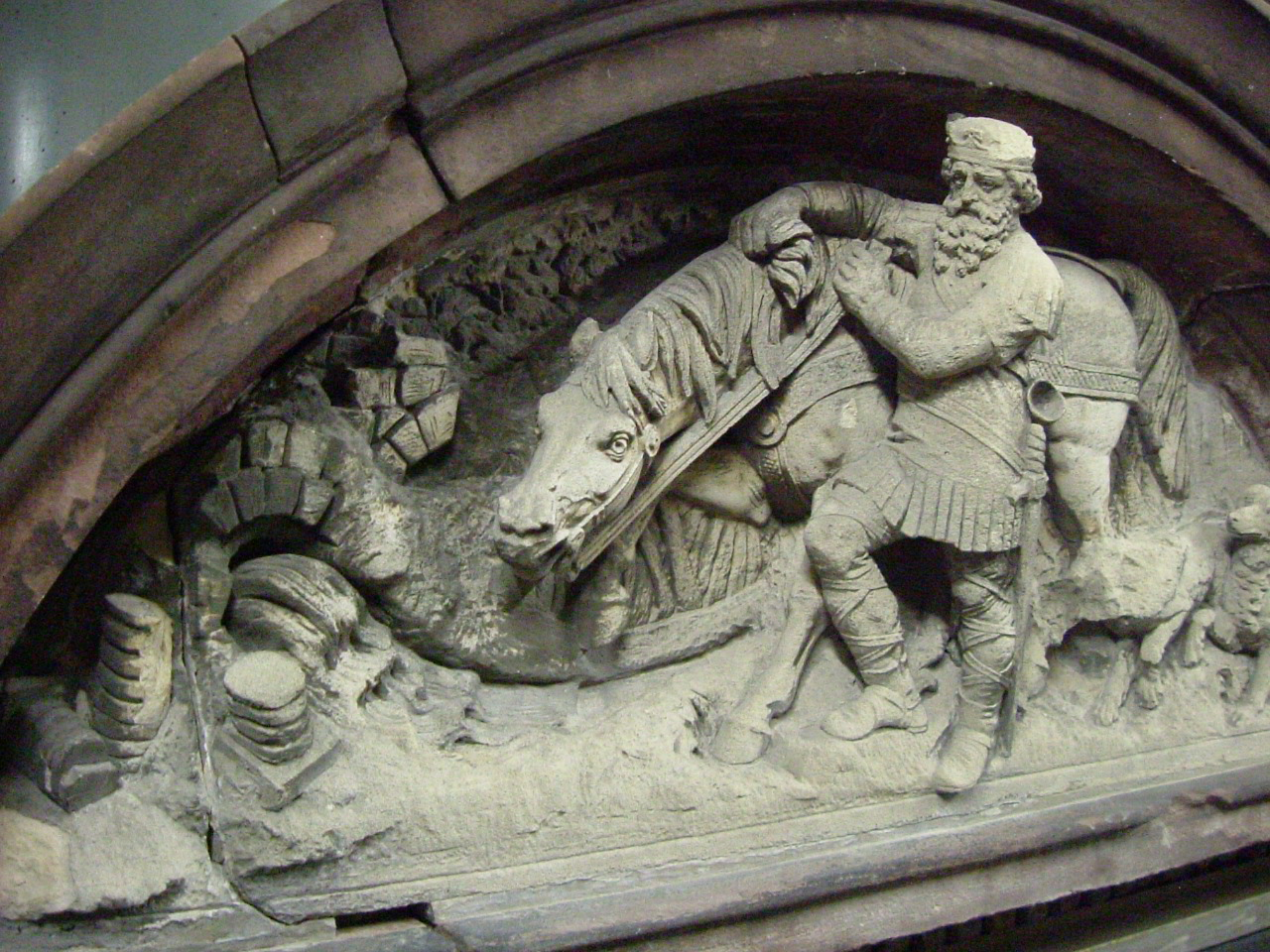
Pierre en relief : le cheval de l'empereur Charles découvre les sources chaudes
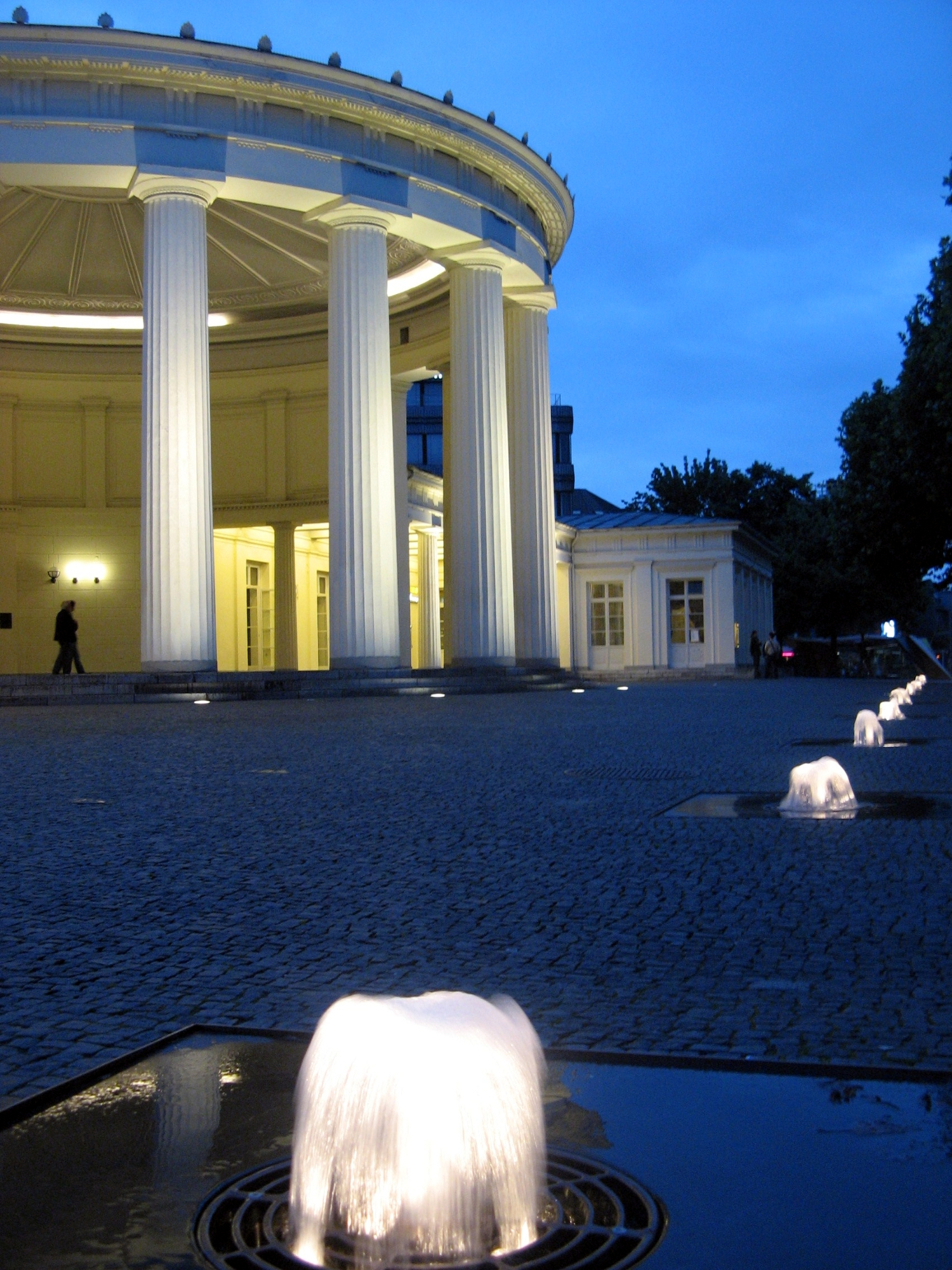
La Fontaine d'Élise, l'une des sources chaudes

### Développement des cures et des bains à Aix-la-Chapelle

#### Période romaine
Le site est occupé depuis le néolithique. La cuvette d'Aix-la-Chapelle, drainée par le ruisseau Wurm, présente de nombreuses sources qui en font une zone marécageuse. Aussi, ce sont les hauteurs (le Lousberg) qui sont occupées par les premiers hommes. Des carrières attestent de leur présence. Les Celtes et les Romains s'intéressèrent aux sources chaudes : selon la tradition, la ville fut fondée par le Romain Grenus (par ailleurs inconnu et dont l'existence est incertaine), sous Hadrien, vers l'an 124. Des bains d'un camp militaire romain du Ier siècle y ont été découverts. Le mot latin aquis est devenu en français aix (Aix-en-Provence et Aix-les-Bains étant aussi des villes d'eaux romaines).
La fondation d'un vicus romain important, à l'écart des grandes voies de transport romaines, remonte à l'existence des sources chaudes d'Aix-la-Chapelle et de Burtscheid. Selon des études dendrochronologiques, le développement romain dans la zone autour des sources thermales a commencé entre 2 av. J.-C. et 12 apr. J.-C. Les sources chaudes ont ensuite été découvertes et les sources les moins productives ont été greffées avec de l'argile, des pierres et une sorte de ciment, de sorte que les exutoires des sources étaient concentrés dans seulement trois sources productives - la Münsterquelle, la Quirinusquelle et la Kaiserquelle. Au milieu du Ier siècle, surtout après le soulèvement batave de 69/70 apr. J.-C., la construction d'une station thermale commença avec l'aide de la Legio VI Pia Fidelis et de la Legio XXX Ulpia Victrix avec la construction des thermes sur le Büchel, qui étaient alimentées par la source impériale.
Une pierre de consécration du IIe au IIIe siècle, découverte en 1974 lors de travaux de construction dans la zone des anciens thermes et offerte par une Romaine en remerciement pour sa guérison, est le plus ancien témoignage écrit faisant état de bâtiments en Aix-la-Chapelle. L'inscription sur la pierre, qui n'a été traduite que ces dernières années, se lit comme suit :
« Aux empereurs déifiés en l'honneur de la maison impériale (actuellement au pouvoir), Iulia Tiberina, épouse de Quintus Iulius (?)avus, centurion de la 20e légion Valeria Victrix, a construit à ses frais ces temples du Mater Deum et d'Isis. sur un vœu qu'elle (par la présente) rachète volontiers parce que les déesses le méritent.
La source Quirinus, probablement la première source thermale exploitée par les Romains, alimentait un sanctuaire de source à la fin du premier siècle. Les thermes Bücheltherme, qui ont été continuellement agrandis jusqu'à une superficie de 2 500 mètres carrés, ont fonctionné au moins jusqu'au troisième quart du IVe siècle, avant que les bassins de baignade ne soient remplis de décombres.
Un deuxième bain thermal a probablement été construit dans le quartier de l'actuelle cathédrale d'Aix-la-Chapelle dans le dernier quart du premier siècle apr. J.-C. L’origine de l’eau thermale du Münstertherme n’est pas encore définitivement élucidée. Cependant, il existe de plus en plus de preuves d'un approvisionnement en eau thermale provenant de la zone des sources de Quirinus. Une autre théorie suppose qu'il y avait une source près de la chapelle Sainte-Anne ou hongroise de la cathédrale, mais cela n'a pas encore été prouvé. Le Münstertherme a probablement été abandonné à la fin du IVe et au début du Ve siècle. Des complexes immobiliers interprétés comme des maisons d'hébergement et des bâtiments publics complètent le complexe thermal. Des dispositifs médicaux trouvés à proximité immédiate de l'Elisengarten prouvent la présence d'un ophtalmologiste à proximité immédiate des bains. Lors de fouilles qui ont eu lieu dans l'Elisengarten en 2008/2009, ont été découverts les restes d'une colonie romaine reliée aux thermes voisins.
Pour refroidir l'eau thermale chaude, de l'eau fraîche était amenée de la région d'Aix-la-Chapelle au centre-ville via un système de conduites d'eau en terre cuite ou en bois. De telles lignes ont été creusées à plusieurs reprises lors de travaux de construction dans le centre-ville. La réplique d'un portique romain avec des chapiteaux corinthiens à proximité de l'endroit où l'original a été trouvé dans la cour rappelle l'ancien quartier thermal romain du centre-ville d'Aix-la-Chapelle.

### Histoire des bains de Burtscheid

#### Développement du thermalisme à Burtscheid après la Seconde Guerre mondiale

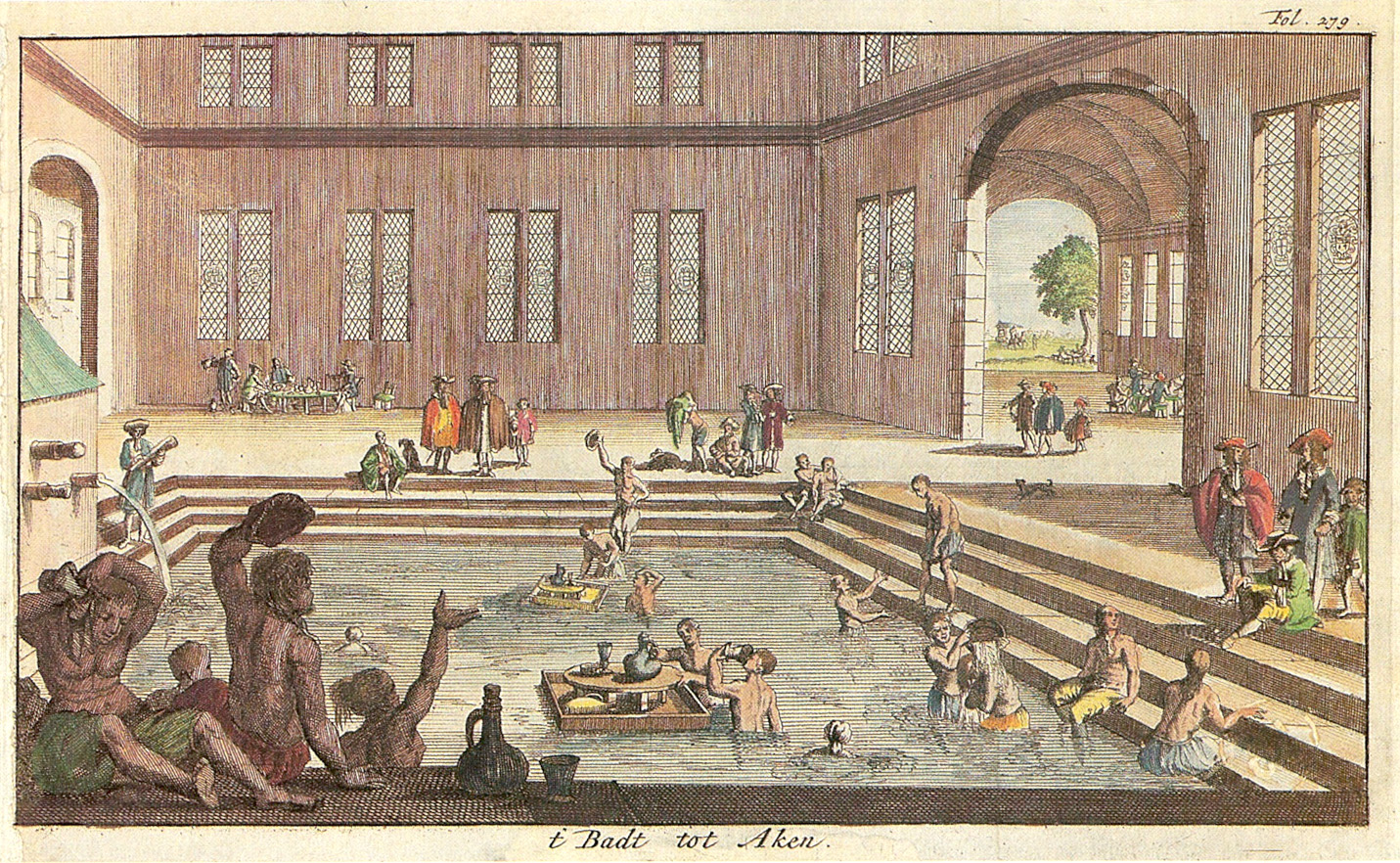
Vue intérieure du bain impérial à Aix-la-Chapelle, fin du XVIIe siècle. Des tables flottantes portent des jarres pour l'eau et le vin.
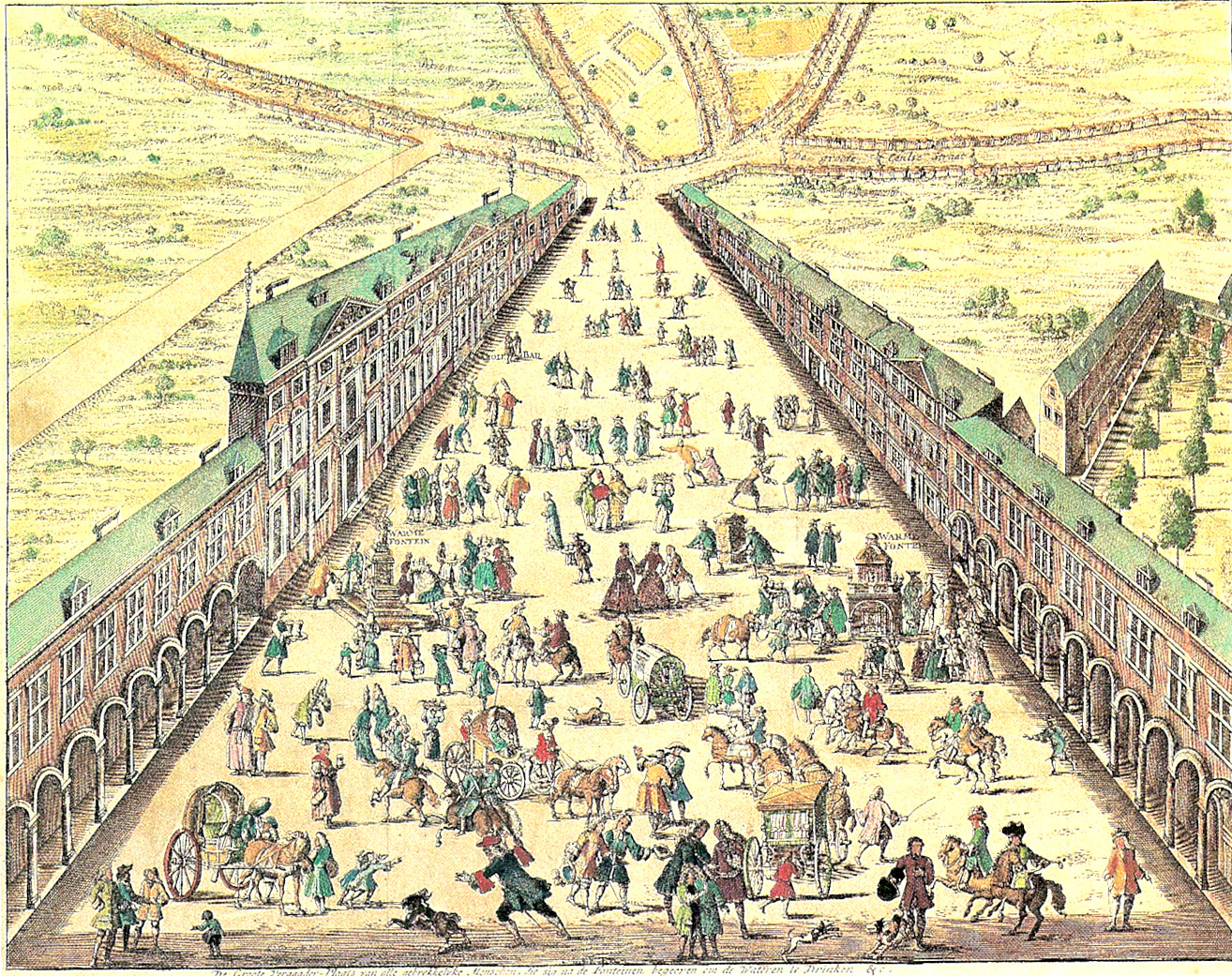
Vie thermale sur la rue Komphausbad, tiré de Beschrijving van de Stad Aken, 1727 éd. Johan du Vivic, Leyden ; Les bâtiments sur la gauche sont les bains Rosenbad, Corneliusbad et Karlsbad.
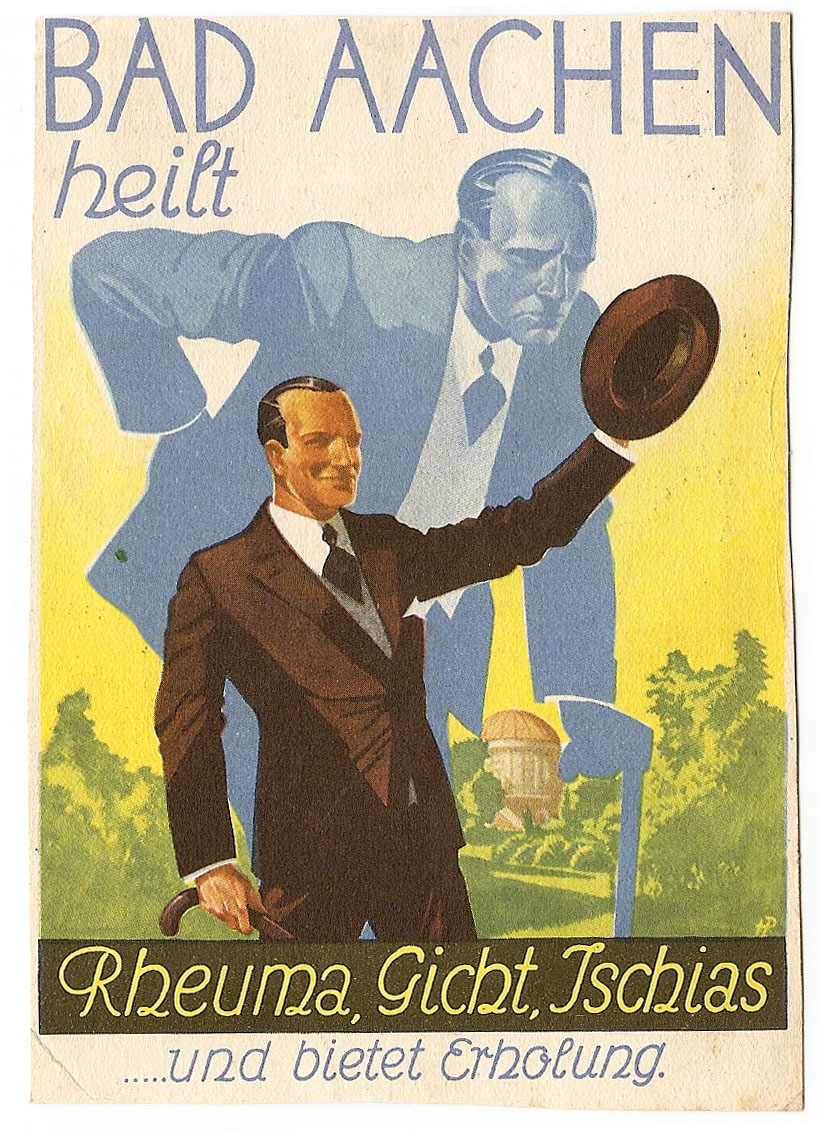
Publicité, 1931

## Les sources d'Aix-la-Chapelle

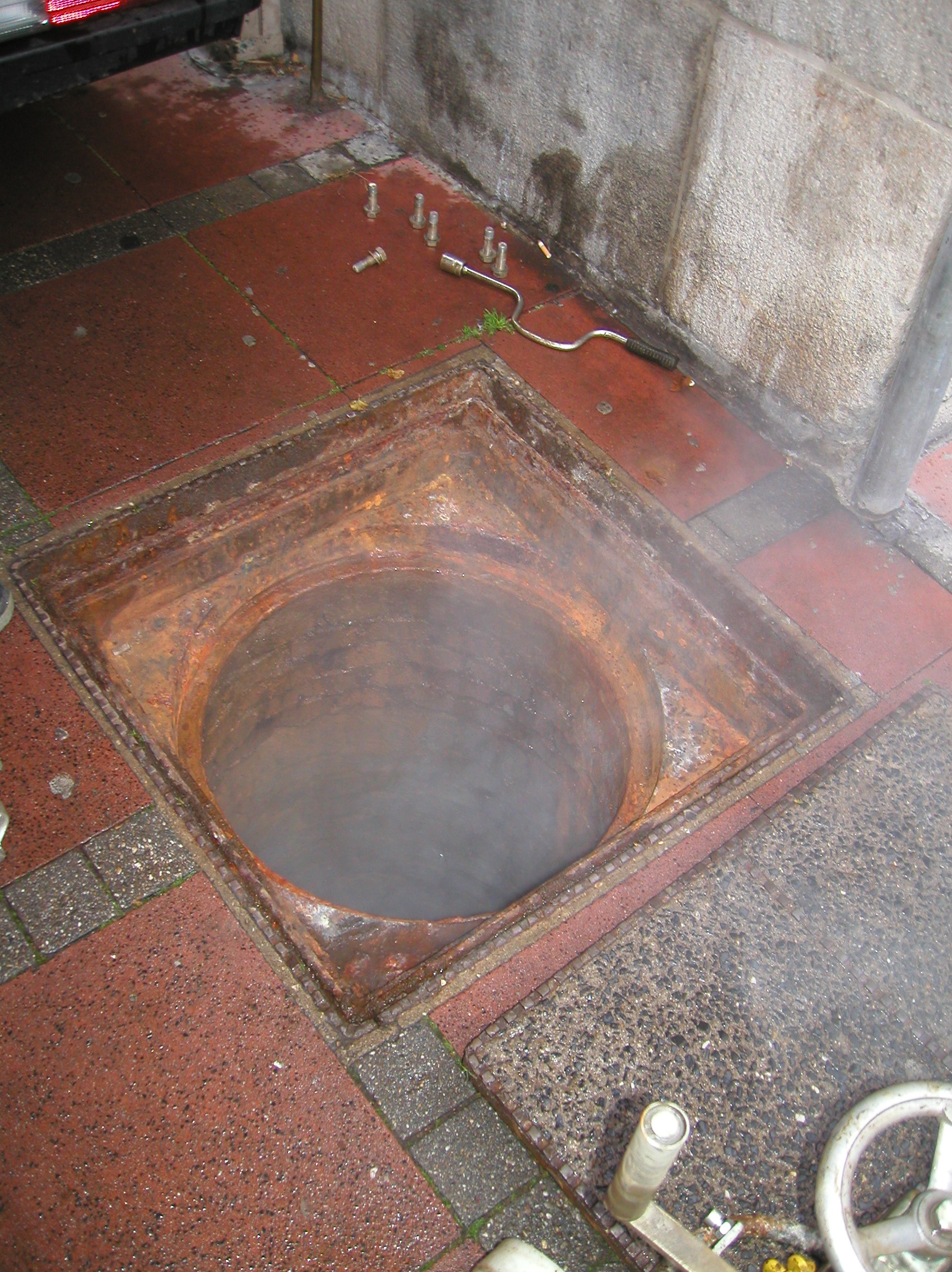
Prise d'eau couverte de la source de Schlangenbad sur le marché de Burtscheid
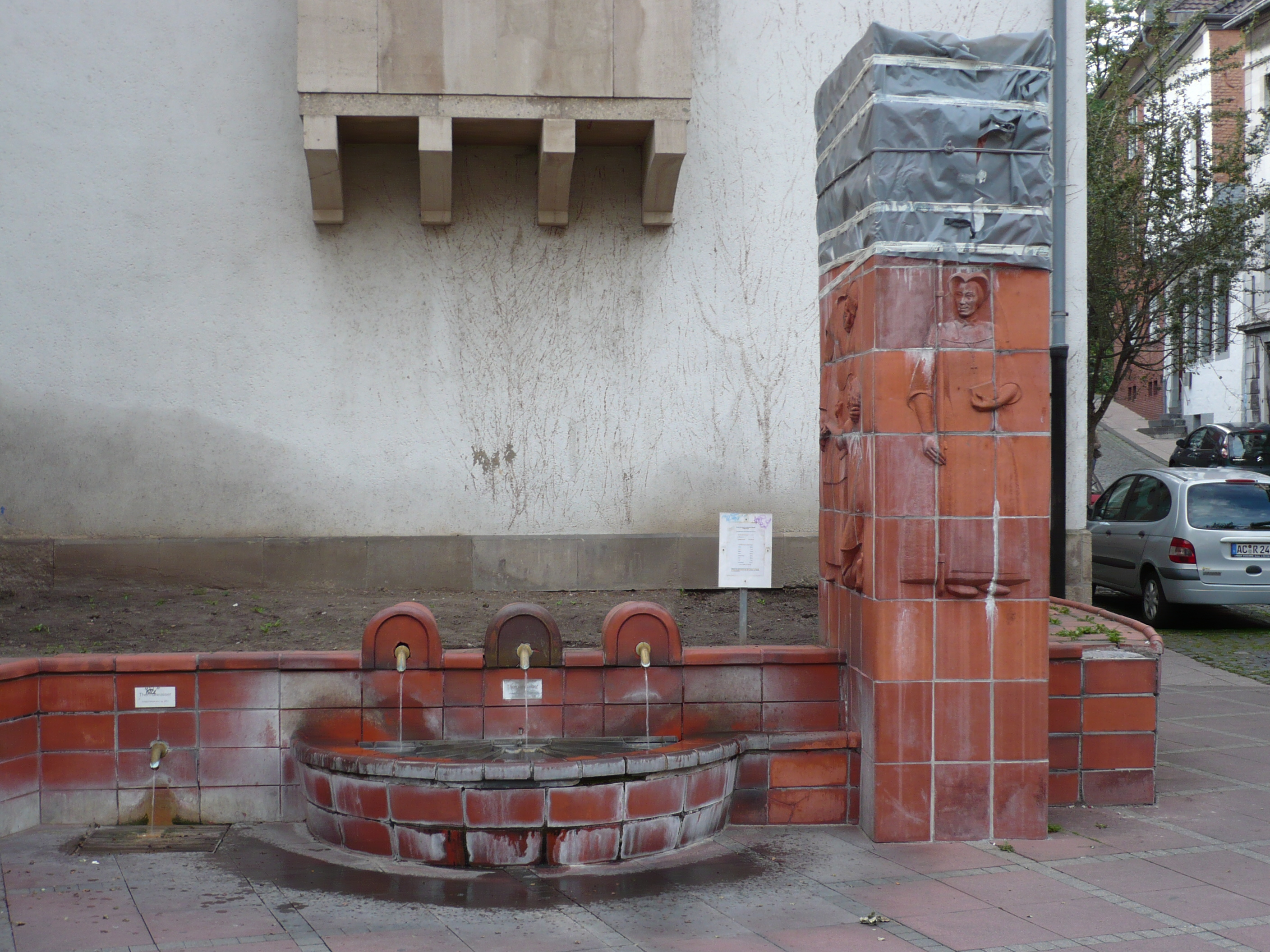
Source du Marché
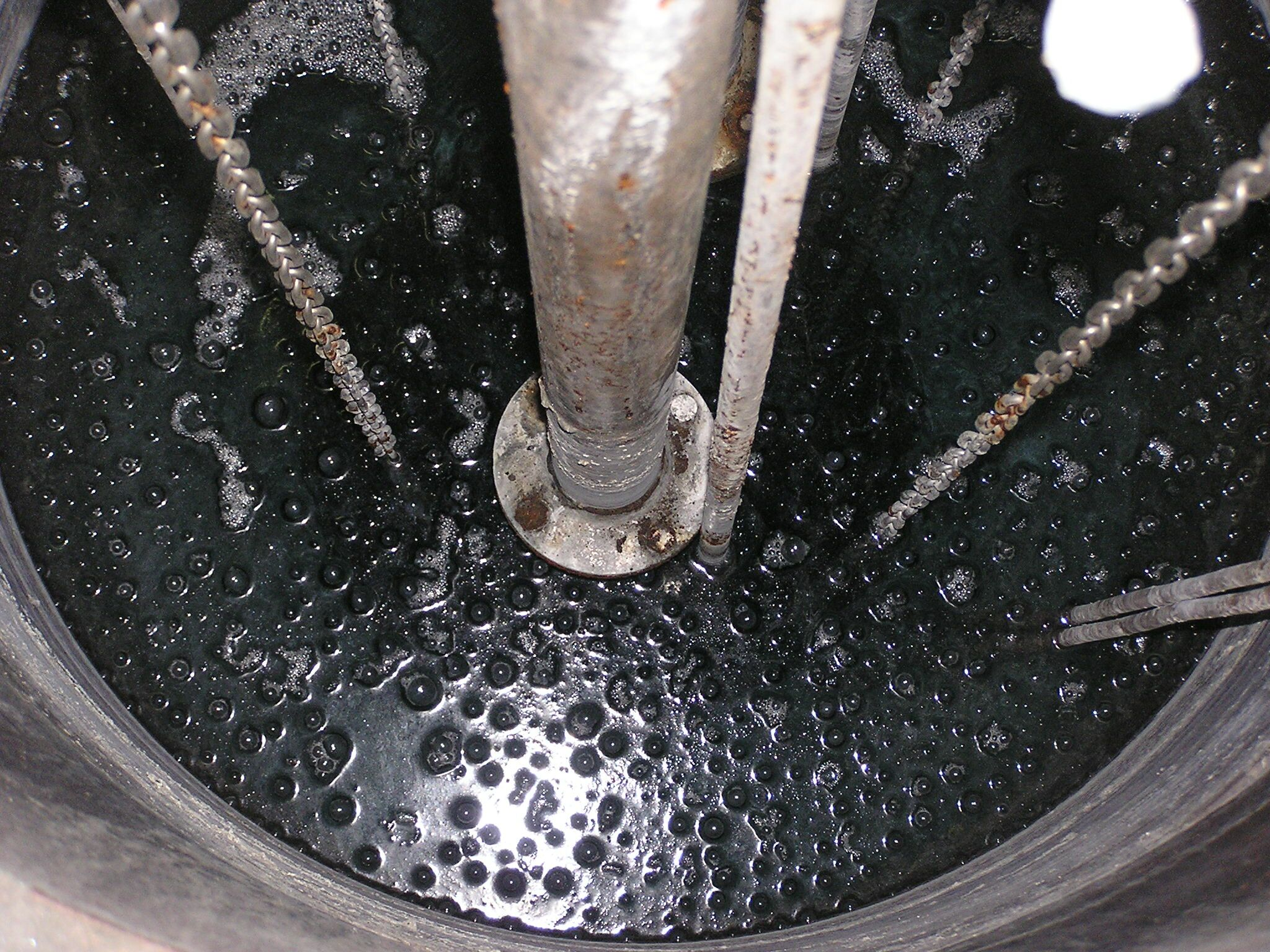
Source de l'Empereur, avec une pompe

## Scientifiques et médecins thermaux importants

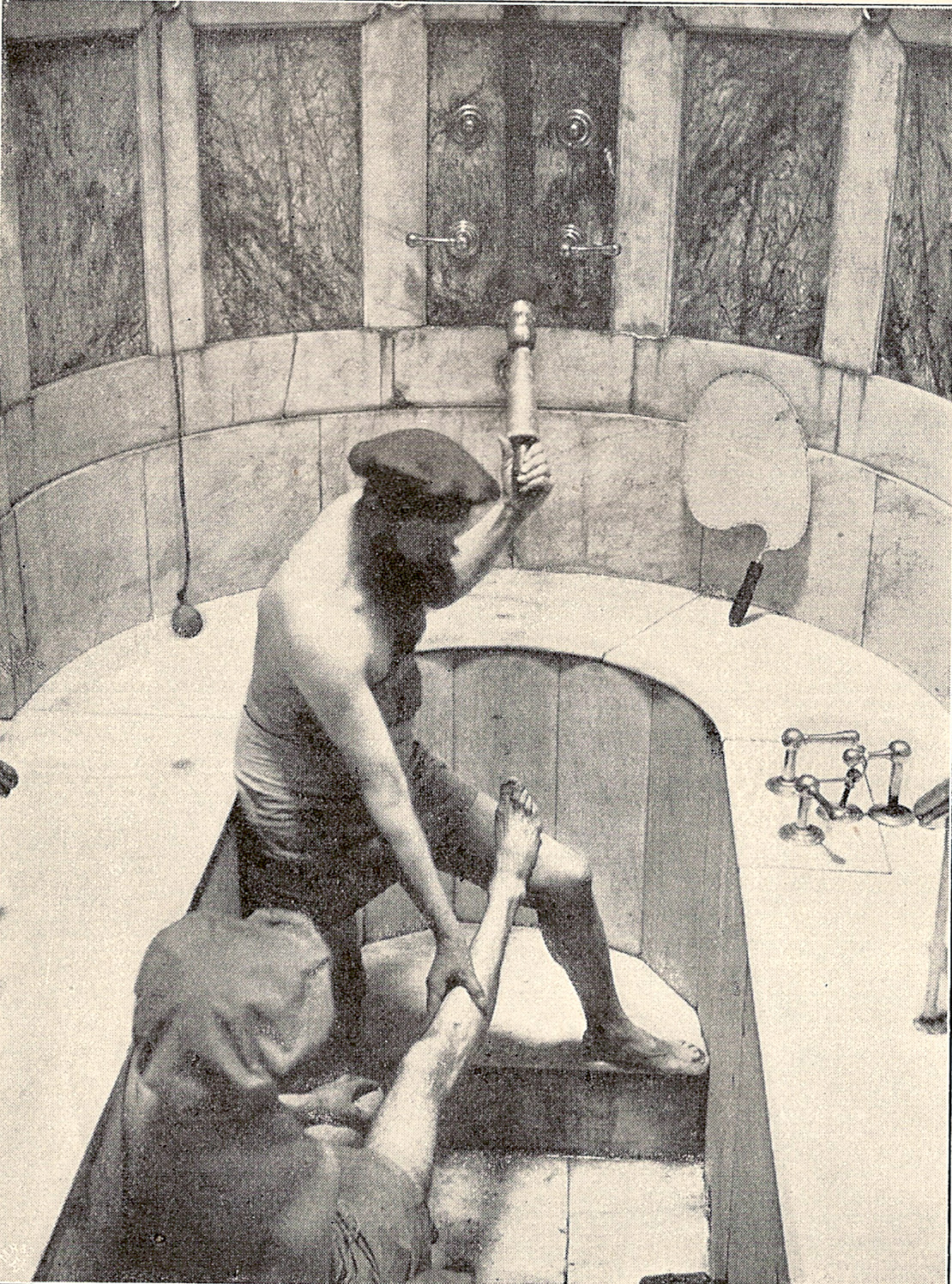
Douche d'eau thermale dans le bain princier de l'hôtel Kaiserbad. Un valet de bain masse les articulations malades pendant le traitement à l'eau thermale. Avant 1900
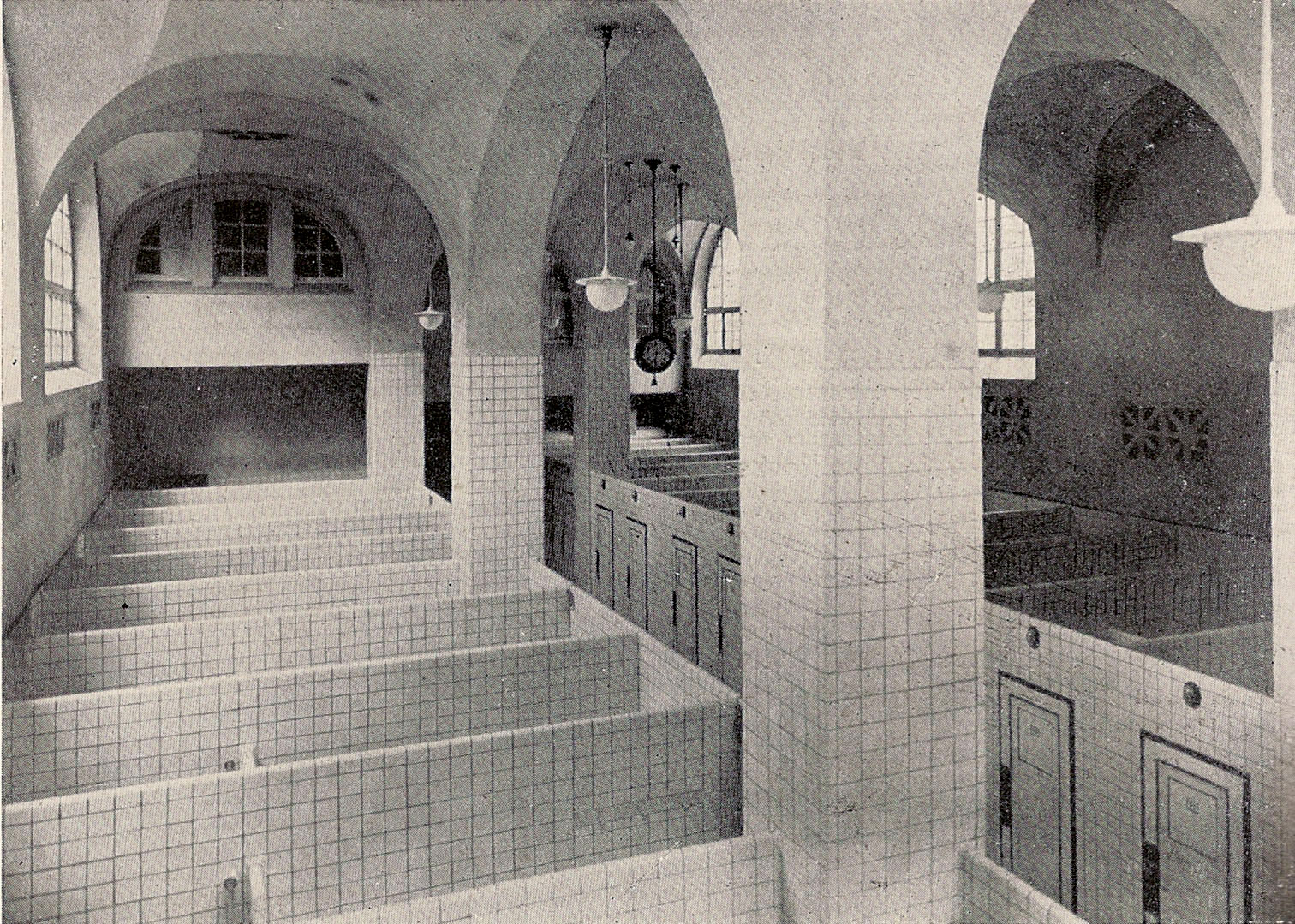
Landesbad, salle de bain pour hommes avec 37 cellules individuelles (1923)
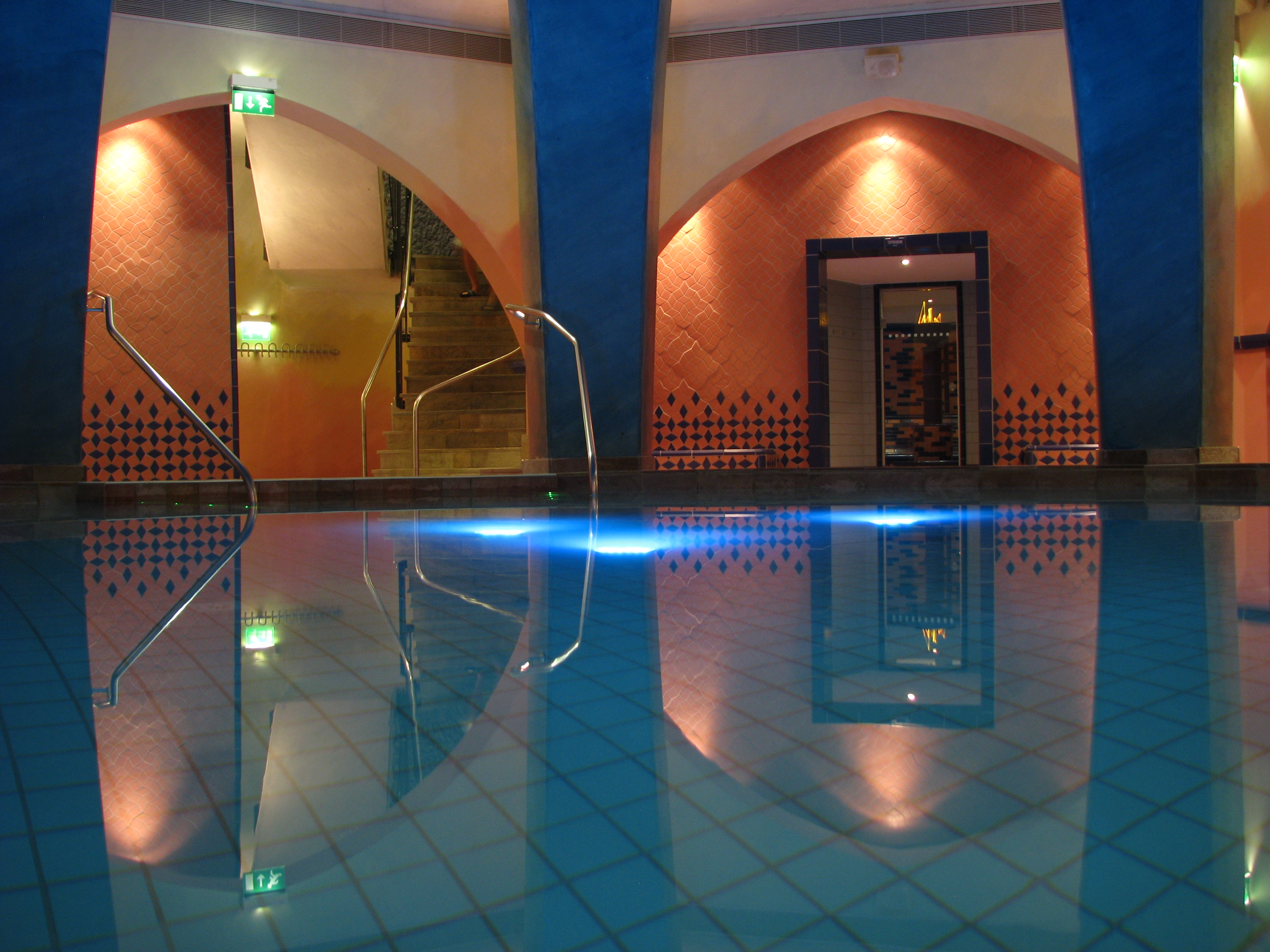
Vue sur la piscine de repos avec de l'eau thermale à 34°C dans l'univers thermal oriental des Carolus Thermen (de) à Aix-la-Chapelle, en arrière-plan l'accès au tepidarium.
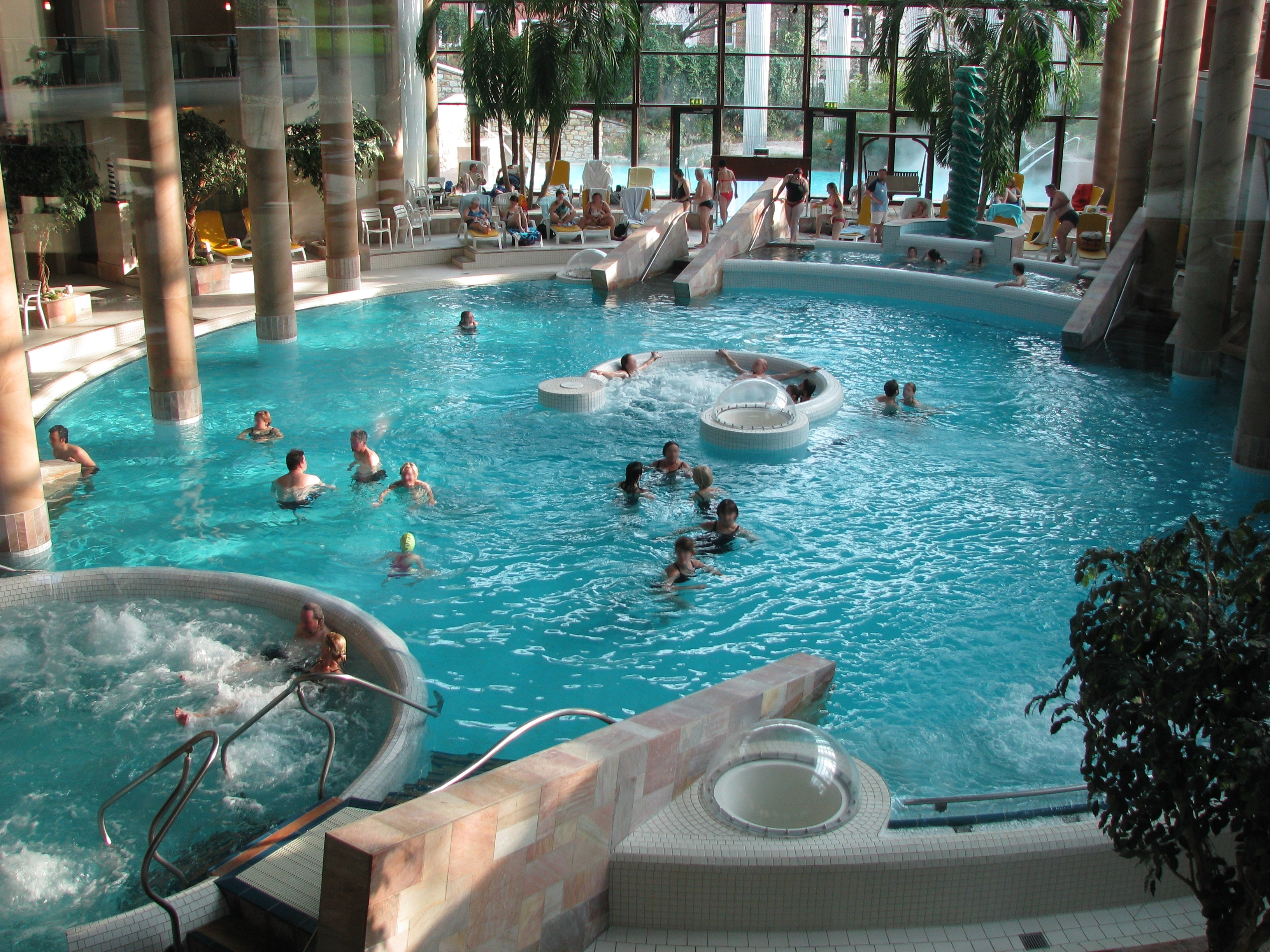
Carolus Thermen
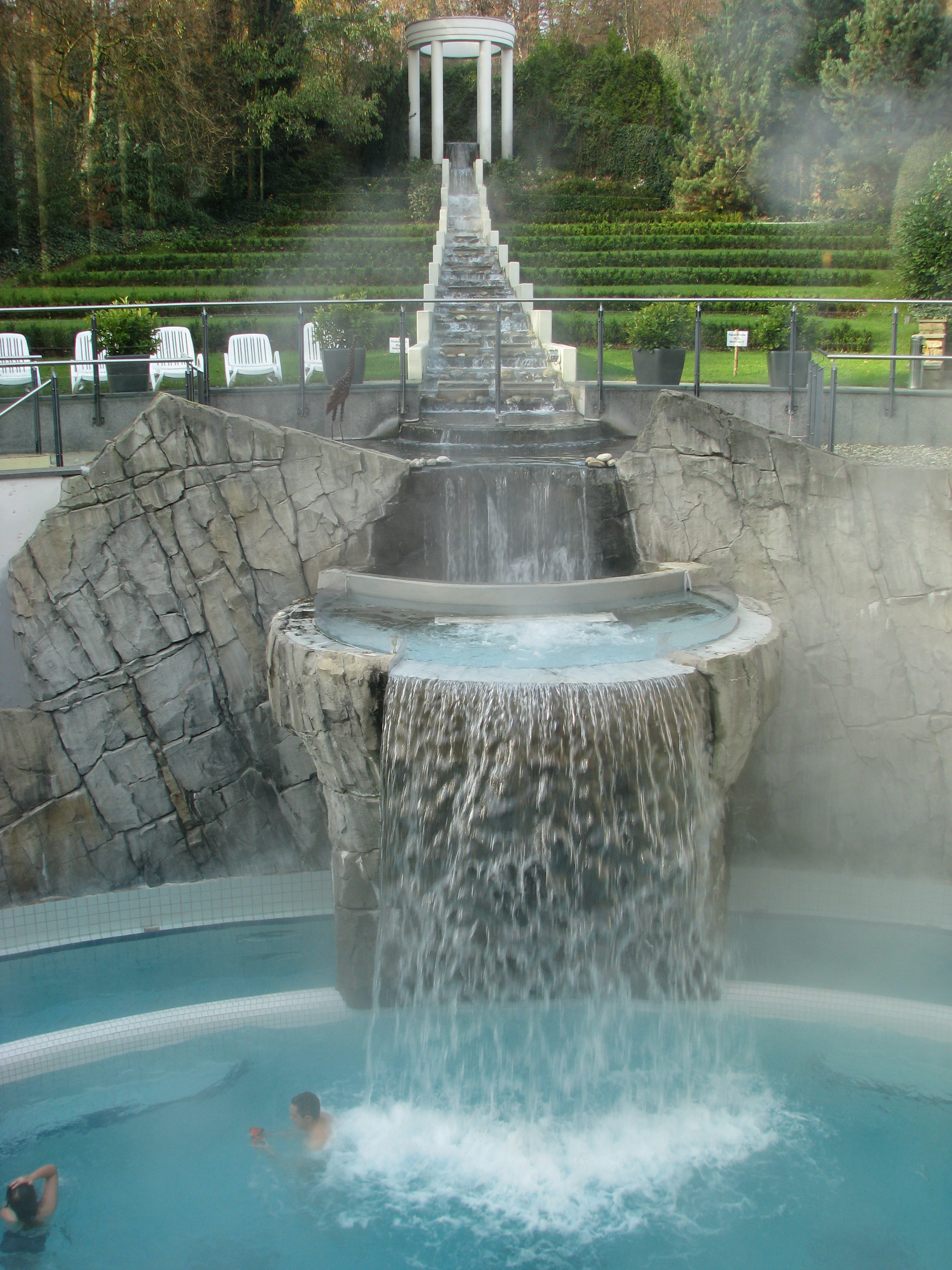
Cascade, Carolus Thermen